# 中国华侨出版社
中国华侨出版社是一家位于北京市的中国出版社，成立于1989年1月，为中华全国归国华侨联合会直属的出版机构。

## 图书制作部门
- 中国思想文化出版中心
- 世界华文文学出版中心
- 中国华人华侨历史出版中心

## 职能部门
- 办公室
- 总编室
- 企划部
- 网络部
- 财务部
- 发行部
- 印制部

## 代表图书
- “名家品系列”
- “紫砂壶长篇小说系列”
- “名人家事”丛书
- “文学偏锋系列”
- 名家散文丛书
- “城·山·水”书系

## 脚注
1. ↑  中国华侨出版社：弘扬中华优秀传统文化 搭建炎黄子孙心灵桥梁[]2009年07月07日